# Lista de episódios de Brooklyn Nine-Nine
Brooklyn Nine-Nine é uma série de comédia americana que estreou em 17 de setembro de 2013, na Fox. A série, criada por Dan Goor e Michael Schur, segue uma equipe de detetives e um capitão recém-nomeado na 99ª Delegacia de Polícia de Nova York, no Brooklyn. Em maio de 2018, a Fox cancelou a série após cinco temporadas. No dia seguinte, a NBC adquiriu os direitos da série e a renovou para a sexta temporada.
Em 27 de fevereiro de 2019, a NBC renovou a série para a sétima temporada, que estreou em 6 de fevereiro de 2020. Em 14 de novembro de 2019, a NBC renovou a série para uma oitava temporada que estreou em 12 de agosto de 2021.
Durante a transmissão da série, 153 episódios de Brooklyn Nine-Nine foram ao ar, divididos em oito temporadas, entre 17 de setembro de 2013 e 16 de setembro de 2021.

## Resumo
| Temporada | Temporada | Episódios | Episódios | Originalmente exibido  | Originalmente exibido  | Originalmente exibido | Audiência | Audiência                           |
| Temporada | Temporada | Episódios | Episódios | Estreia da temporada   | Final da temporada     | Emissora              | Rank      | Média de visualizações (em milhões) |
| --------- | --------- | --------- | --------- | ---------------------- | ---------------------- | --------------------- | --------- | ----------------------------------- |
|           | 1         | 22        | 22        | 17 de setembro de 2013 | 25 de março de 2014    | Fox                   | 98        | 4.80                                |
|           | 2         | 23        | 23        | 28 de setembro de 2014 | 17 de maio de 2015     | Fox                   | 113       | 4.87                                |
|           | 3         | 23        | 23        | 27 de setembro de 2015 | 19 de abril de 2016    | Fox                   | 118       | 3.98                                |
|           | 4         | 22        | 22        | 20 de setembro de 2016 | 23 de maio de 2017     | Fox                   | 137       | 2.87                                |
|           | 5         | 22        | 22        | 26 de setembro de 2017 | 20 de maio de 2018     | Fox                   | 161       | 2.71                                |
|           | 6         | 18        | 18        | 10 de janeiro de 2019  | 16 de maio de 2019     | NBC                   | 138       | 3.11                                |
|           | 7         | 13        | 13        | 6 de fevereiro de 2020 | 23 de abril de 2020    | NBC                   | 105       | 2.69                                |
|           | 8         | 10        | 10        | 12 de agosto de 2021   | 16 de setembro de 2021 | NBC                   | —         | —                                   |

## Episódios

### Temporada 1 (2013–2014)
| N.º na série | N.º na temp. | Título                      | Dirigido por                   | Escrito por                     | Exibição original       | Cód. de produção | Audiência (milhões) |
| ------------ | ------------ | --------------------------- | ------------------------------ | ------------------------------- | ----------------------- | ---------------- | ------------------- |
| 1            | 1            | "Pilot"                     | Phil Lord e Christopher Miller | Dan Goor e Michael Schur        | 17 de setembro de 2013  | 101              | 6.17                |
| 2            | 2            | "The Tagger"                | Craig Zisk                     | Norm Hiscock                    | 24 de setembro de 2013  | 102              | 4.03                |
| 3            | 3            | "The Slump"                 | Julie Anne Robinson            | Prentice Penny                  | 1 de outubro de 2013    | 105              | 3.43                |
| 4            | 4            | "M.E. Time"                 | Troy Miller                    | Gil Ozeri                       | 8 de outubro de 2013    | 106              | 3.34                |
| 5            | 5            | "The Vulture"               | Jason Ensler                   | Laura McCreary                  | 15 de outubro de 2013   | 104              | 3.43                |
| 6            | 6            | "Halloween"                 | Dean Holland                   | Lesley Arfin                    | 22 de outubro de 2013   | 107              | 3.77                |
| 7            | 7            | "48 Hours"                  | Peter Lauer                    | Luke Del Tredici                | 5 de novembro de 2013   | 103              | 3.84                |
| 8            | 8            | "Old School"                | Beth McCarthy-Miller           | Gabe Liedman                    | 12 de novembro de 2013  | 109              | 3.26                |
| 9            | 9            | "Sal's Pizza"               | Craig Zisk                     | Lakshmi Sundaram                | 19 de novembro de 2013  | 108              | 3.36                |
| 10           | 10           | "Thanksgiving"              | Jorma Taccone                  | Luke Del Tredici                | 26 de novembro de 2013  | 110              | 3.69                |
| 11           | 11           | "Christmas"                 | Jake Szymanski                 | Dan Goor                        | 3 de dezembro de 2013   | 111              | 3.66                |
| 12           | 12           | "Pontiac Bandit"            | Craig Zisk                     | Norm Hiscock & Lakshmi Sundaram | 7 de janeiro de 2014    | 113              | 3.44                |
| 13           | 13           | "The Bet"                   | Julian Farino                  | Laura McCreary                  | 14 de janeiro de 2014   | 112              | 3.53                |
| 14           | 14           | "The Ebony Falcon"          | Michael Blieden                | Prentice Penny                  | 21 de janeiro de 2014   | 114              | 4.55                |
| 15           | 15           | "Operation: Broken Feather" | Julie Anne Robinson            | Dan Goor & Michael Schur        | 2 de fevereiro de 2014  | 116              | 15.07               |
| 16           | 16           | "The Party"                 | Michael Engler                 | Gil Ozeri & Gabe Liedman        | 4 de fevereiro de 2014  | 115              | 3.22                |
| 17           | 17           | "Full Boyle"                | Craig Zisk                     | Norm Hiscock                    | 11 de fevereiro de 2014 | 117              | 2.88                |
| 18           | 18           | "The Apartment"             | Tucker Gates                   | David Quandt                    | 25 de fevereiro de 2014 | 118              | 2.66                |
| 19           | 19           | "Tactical Village"          | Fred Goss                      | Luke Del Tredici                | 4 de março de 2014      | 119              | 2.61                |
| 20           | 20           | "Fancy Brudgom"             | Victor Nelli, Jr.              | Laura McCreary                  | 11 de março de 2014     | 120              | 2.49                |
| 21           | 21           | "Unsolvable"                | Ken Whittingham                | Prentice Penny                  | 18 de março de 2014     | 121              | 2.50                |
| 22           | 22           | "Charges and Specs"         | Akiva Schaffer                 | Gabe Liedman & Gil Ozeri        | 25 de março de 2014     | 122              | 2.59                |

### Temporada 2 (2014–2015)
| N.º na série | N.º na temp. | Título                       | Dirigido por         | Escrito por                             | Exibição original       | Cód. de produção | Audiência (milhões) |
| ------------ | ------------ | ---------------------------- | -------------------- | --------------------------------------- | ----------------------- | ---------------- | ------------------- |
| 23           | 1            | "Undercover"                 | Dean Holland         | Luke Del Tredici                        | 28 de setembro de 2014  | 201              | 5.46                |
| 24           | 2            | "Chocolate Milk"             | Fred Goss            | Gabe Liedman                            | 5 de outubro de 2014    | 202              | 3.31                |
| 25           | 3            | "The Jimmy Jab Games"        | Rebecca Asher        | Lakshmi Sundaram                        | 12 de outubro de 2014   | 203              | 4.51                |
| 26           | 4            | "Halloween II"               | Eric Appel           | Prentice Penny                          | 19 de outubro de 2014   | 204              | 5.22                |
| 27           | 5            | "The Mole"                   | Victor Nelli, Jr.    | Laura McCreary                          | 2 de novembro de 2014   | 205              | 3.41                |
| 28           | 6            | "Jake and Sophia"            | Michael McDonald     | Tricia McAlpin & David Phillips         | 9 de novembro de 2014   | 206              | 3.99                |
| 29           | 7            | "Lockdown"                   | Linda Mendoza        | Luke Del Tredici                        | 16 de novembro de 2014  | 208              | 4.53                |
| 30           | 8            | "USPIS"                      | Ken Whittingham      | Brian Reich                             | 23 de novembro de 2014  | 207              | 3.04                |
| 31           | 9            | "The Road Trip"              | Beth McCarthy-Miller | Brigitte Munoz-Liebowitz                | 30 de novembro de 2014  | 209              | 3.11                |
| 32           | 10           | "The Pontiac Bandit Returns" | Max Winkler          | Matt O'Brien                            | 7 de dezembro de 2014   | 210              | 4.32                |
| 33           | 11           | "Stakeout"                   | Tristram Shapeero    | Laura McCreary & Tricia McAlpin         | 14 de dezembro de 2014  | 211              | 3.52                |
| 34           | 12           | "Beach House"                | Tim Kirkby           | Lakshmi Sundaram & David Phillips       | 4 de janeiro de 2015    | 212              | 6.12                |
| 35           | 13           | "Payback"                    | Victor Nelli, Jr.    | Norm Hiscock & Brigitte Munoz-Liebowitz | 11 de janeiro de 2015   | 213              | 3.29                |
| 36           | 14           | "The Defense Rests"          | Jamie Babbit         | Prentice Penny & Matt O'Brien           | 25 de janeiro de 2015   | 214              | 2.79                |
| 37           | 15           | "Windbreaker City"           | Craig Zisk           | Gabe Liedman                            | 8 de fevereiro de 2015  | 215              | 2.59                |
| 38           | 16           | "The Wednesday Incident"     | Claire Scanlon       | Laura McCreary                          | 15 de fevereiro de 2015 | 216              | 2.08                |
| 39           | 17           | "Boyle-Linetti Wedding"      | Dean Holland         | Matt O'Brien                            | 1 de março de 2015      | 217              | 3.61                |
| 40           | 18           | "Captain Peralta"            | Eric Appel           | Dan Goor                                | 8 de março de 2015      | 218              | 3.11                |
| 41           | 19           | "Sabotage"                   | Jay Karas            | Brian Reich                             | 15 de março de 2015     | 219              | 2.96                |
| 42           | 20           | "AC/DC"                      | Linda Mendoza        | Kylie Condon                            | 26 de abril de 2015     | 222              | 2.78                |
| 43           | 21           | "Det. Dave Majors"           | Michael McDonald     | Gabe Liedman & Lakshmi Sundaram         | 3 de maio de 2015       | 220              | 2.72                |
| 44           | 22           | "The Chopper"                | Phil Traill          | Tricia McAlpin & David Phillips         | 10 de maio de 2015      | 221              | 2.56                |
| 45           | 23           | "Johnny and Dora"            | Dean Holland         | Luke Del Tredici                        | 17 de maio de 2015      | 223              | 2.35                |

### Temporada 3 (2015–2016)
| N.º na série | N.º na temp. | Título              | Dirigido por      | Escrito por                           | Exibição original       | Cód. de produção | Audiência (milhões) |
| ------------ | ------------ | ------------------- | ----------------- | ------------------------------------- | ----------------------- | ---------------- | ------------------- |
| 46           | 1            | "New Captain"       | Michael Schur     | Matt Murray                           | 27 de setembro de 2015  | 301              | 3.14                |
| 47           | 2            | "The Funeral"       | Claire Scanlon    | Luke Del Tredici                      | 4 de outubro de 2015    | 302              | 4.10                |
| 48           | 3            | "Boyle's Hunch"     | Trent O'Donnell   | Tricia McAlpin                        | 11 de outubro de 2015   | 304              | 2.75                |
| 49           | 4            | "The Oolong Slayer" | Michael McDonald  | Gabe Liedman                          | 18 de outubro de 2015   | 303              | 2.57                |
| 50           | 5            | "Halloween III"     | Michael McDonald  | David Phillips                        | 25 de outubro de 2015   | 305              | 4.38                |
| 51           | 6            | "Into the Woods"    | Linda Mendoza     | Andrew Guest                          | 8 de novembro de 2015   | 306              | 2.65                |
| 52           | 7            | "The Mattress"      | Dean Holland      | Laura McCreary                        | 15 de novembro de 2015  | 307              | 2.69                |
| 53           | 8            | "Ava"               | Tristram Shapeero | Matt O'Brien                          | 22 de novembro de 2015  | 308              | 3.88                |
| 54           | 9            | "The Swedes"        | Eric Appel        | Matt Murray                           | 6 de dezembro de 2015   | 309              | 3.95                |
| 55           | 10           | "Yippie Kayak"      | Rebecca Asher     | Lakshmi Sundaram                      | 13 de dezembro de 2015  | 310              | 3.82                |
| 56           | 11           | "Hostage Situation" | Max Winkler       | Phil Augusta Jackson                  | 5 de janeiro de 2016    | 312              | 2.73                |
| 57           | 12           | "9 Days"            | Dean Holland      | Justin Noble                          | 19 de janeiro de 2016   | 311              | 2.37                |
| 58           | 13           | "The Cruise"        | Michael Spiller   | Tricia McAlpin                        | 26 de janeiro de 2016   | 313              | 2.38                |
| 59           | 14           | "Karen Peralta"     | Bruce McCulloch   | Alison Agosti & Gabe Liedman          | 2 de fevereiro de 2016  | 314              | 2.24                |
| 60           | 15           | "The 9-8"           | Nisha Ganatra     | David Phillips                        | 9 de fevereiro de 2016  | 315              | 2.28                |
| 61           | 16           | "House Mouses"      | Claire Scanlon    | Andrew Guest                          | 16 de fevereiro de 2016 | 316              | 2.18                |
| 62           | 17           | "Adrian Pimento"    | Maggie Carey      | Luke Del Tredici                      | 23 de fevereiro de 2016 | 317              | 2.13                |
| 63           | 18           | "Cheddar"           | Alex Reid         | Jessica Polonsky                      | 1 de março de 2016      | 318              | 1.85                |
| 64           | 19           | "Terry Kitties"     | Michael McDonald  | Phil Augusta Jackson & Tricia McAlpin | 15 de março de 2016     | 319              | 1.95                |
| 65           | 20           | "Paranoia"          | Payman Benz       | Gabe Liedman                          | 29 de março de 2016     | 320              | 2.02                |
| 66           | 21           | "Maximum Security"  | Victor Nelli, Jr. | Laura McCreary                        | 5 de abril de 2016      | 321              | 2.71                |
| 67           | 22           | "Bureau"            | Ryan Case         | David Phillips & Alison Agosti        | 12 de abril de 2016     | 322              | 2.07                |
| 68           | 23           | "Greg and Larry"    | Dan Goor          | Andrew Guest & Phil Augusta Jackson   | 19 de abril de 2016     | 323              | 2.02                |

### Temporada 4 (2016–2017)
| N.º na série | N.º na temp. | Título                  | Dirigido por            | Escrito por                                | Exibição original      | Cód. de produção | Audiência (milhões) |
| ------------ | ------------ | ----------------------- | ----------------------- | ------------------------------------------ | ---------------------- | ---------------- | ------------------- |
| 69           | 1            | "Coral Palms: Part 1"   | Michael McDonald        | Dan Goor                                   | 20 de setembro de 2016 | 401              | 2.39                |
| 70           | 2            | "Coral Palms: Part 2"   | Trent O'Donnell         | Tricia McAlpin                             | 27 de setembro de 2016 | 402              | 2.34                |
| 71           | 3            | "Coral Palms: Part 3"   | Payman Benz             | Justin Noble                               | 4 de outubro de 2016   | 403              | 2.40                |
| 72           | 4            | "The Night Shift"       | Tristram Shapeero       | Matt Murray                                | 11 de outubro de 2016  | 404              | 2.13                |
| 73           | 5            | "Halloween IV"          | Claire Scanlon          | Phil Augusta Jackson                       | 18 de outubro de 2016  | 405              | 2.05                |
| 74           | 6            | "Monster in the Closet" | Nisha Ganatra           | Andrew Guest                               | 15 de novembro de 2016 | 407              | 2.18                |
| 75           | 7            | "Mr. Santiago"          | Alex Reid               | Neil Campbell                              | 22 de novembro de 2016 | 408              | 2.19                |
| 76           | 8            | "Skyfire Cycle"         | Michael McDonald        | David Phillips                             | 29 de novembro de 2016 | 406              | 2.34                |
| 77           | 9            | "The Overmining"        | Dean Holland            | Luke Del Tredici                           | 6 de dezembro de 2016  | 409              | 2.31                |
| 78           | 10           | "Captain Latvia"        | Jaffar Mahmood          | Matt Lawton                                | 13 de dezembro de 2016 | 410              | 2.15                |
| 79 80        | 11 12        | "The Fugitive"          | Rebecca Asher Ryan Case | Carol Kolb Justin Noble & Jessica Polonsky | 1 de janeiro de 2017   | 411 412          | 3.49                |
| 81           | 13           | "The Audit"             | Beth McCarthy Miller    | Carly Hallam Tosh                          | 11 de abril de 2017    | 413              | 1.91                |
| 82           | 14           | "Serve & Protect"       | Michael Schur           | Andrew Guest & Alexis Wilkinson            | 18 de abril de 2017    | 414              | 1.91                |
| 83           | 15           | "The Last Ride"         | Linda Mendoza           | David Phillips                             | 25 de abril de 2017    | 415              | 1.88                |
| 84           | 16           | "Moo Moo"               | Maggie Carey            | Phil Augusta Jackson                       | 2 de maio de 2017      | 418              | 1.72                |
| 85           | 17           | "Cop-Con"               | Giovani Lampassi        | Andy Gosche                                | 9 de maio de 2017      | 416              | 1.61                |
| 86           | 18           | "Chasing Amy"           | Luke Del Tredici        | Matt Lawton                                | 9 de maio de 2017      | 417              | 1.61                |
| 87           | 19           | "Your Honor"            | Michael McDonald        | David Phillips & Carly Hallam Tosh         | 16 de maio de 2017     | 419              | 1.65                |
| 88           | 20           | "The Slaughterhouse"    | Victor Nelli Jr.        | Neil Campbell                              | 16 de maio de 2017     | 420              | 1.38                |
| 89           | 21           | "The Bank Job"          | Matthew Nodella         | Carol Kolb                                 | 23 de maio de 2017     | 421              | 1.78                |
| 90           | 22           | "Crime and Punishment"  | Dan Goor                | Justin Noble & Jessica Polonsky            | 23 de maio de 2017     | 422              | 1.50                |

### Temporada 5 (2017−2018)
| N.º na série | N.º na temp. | Título                  | Dirigido por         | Escrito por                      | Exibição original      | Cód. de produção | Audiência (milhões) |
| ------------ | ------------ | ----------------------- | -------------------- | -------------------------------- | ---------------------- | ---------------- | ------------------- |
| 91           | 1            | "The Big House: Part 1" | Tristram Shapeero    | Luke Del Tredici                 | 26 de setembro de 2017 | 501              | 2.00                |
| 92           | 2            | "The Big House: Part 2" | Michael McDonald     | Justin Noble                     | 3 de outubro de 2017   | 502              | 1.74                |
| 93           | 3            | "Kicks"                 | Eric Appel           | Andrew Guest                     | 10 de outubro de 2017  | 503              | 1.68                |
| 94           | 4            | "HalloVeen"             | Jamie Babbit         | Dan Goor                         | 17 de outubro de 2017  | 504              | 1.69                |
| 95           | 5            | "Bad Beat"              | Kat Coiro            | Carol Kolb                       | 7 de novembro de 2017  | 505              | 1.50                |
| 96           | 6            | "The Venue"             | Cortney Carrillo     | Matt Lawton                      | 14 de novembro de 2017 | 506              | 1.65                |
| 97           | 7            | "Two Turkeys"           | Alex Reid            | David Phillips                   | 21 de novembro de 2017 | 507              | 1.66                |
| 98           | 8            | "Return to Skyfire"     | Linda Mendoza        | Neil Campbell                    | 28 de novembro de 2017 | 508              | 1.73                |
| 99           | 9            | "99"                    | Payman Benz          | Andy Bobrow                      | 5 de dezembro de 2017  | 509              | 1.94                |
| 100          | 10           | "Game Night"            | Tristram Shapeero    | Justin Noble & Carly Hallam Tosh | 12 de dezembro de 2017 | 510              | 1.81                |
| 101          | 11           | "The Favor"             | Victor Nelli Jr.     | Aeysha Carr                      | 12 de dezembro de 2017 | 511              | 1.81                |
| 102          | 12           | "Safe House"            | Nisha Ganatra        | Andy Gosche                      | 18 de março de 2018    | 512              | 1.92                |
| 103          | 13           | "The Negotiation"       | Linda Mendoza        | Phil Augusta Jackson             | 25 de março de 2018    | 513              | 1.83                |
| 104          | 14           | "The Box"               | Claire Scanlon       | Luke Del Tredici                 | 1 de abril de 2018     | 516              | 1.78                |
| 105          | 15           | "The Puzzle Master"     | Akiva Schaffer       | Lang Fisher                      | 8 de abril de 2018     | 514              | 1.74                |
| 106          | 16           | "NutriBoom"             | Trent O'Donnell      | David Phillips                   | 15 de abril de 2018    | 515              | 1.79                |
| 107          | 17           | "DFW"                   | Jaffar Mahmood       | Jeff Topolski                    | 15 de abril de 2018    | 518              | 1.48                |
| 108          | 18           | "Gray Star Mutual"      | Giovani Lampassi     | Jessica Polonsky                 | 22 de abril de 2018    | 517              | 1.77                |
| 109          | 19           | "Bachelor/ette Party"   | Beth McCarthy Miller | Carly Hallam Tosh                | 29 de abril de 2018    | 519              | 1.97                |
| 110          | 20           | "Show Me Going"         | Maggie Carey         | Phil Augusta Jackson             | 6 de maio de 2018      | 520              | 1.67                |
| 111          | 21           | "White Whale"           | Matthew Nodella      | Matt Lawton & Carol Kolb         | 13 de maio de 2018     | 521              | 1.75                |
| 112          | 22           | "Jake & Amy"            | Dan Goor             | Dan Goor & Luke Del Tredici      | 20 de maio de 2018     | 522              | 1.79                |

### Temporada 6 (2019)
| N.º na série | N.º na temp. | Título                  | Dirigido por         | Escrito por                  | Exibição original       | Cód. de produção | Audiência (milhões) |
| ------------ | ------------ | ----------------------- | -------------------- | ---------------------------- | ----------------------- | ---------------- | ------------------- |
| 113          | 1            | "Honeymoon"             | Giovani Lampassi     | Neil Campbell                | 10 de janeiro de 2019   | 601              | 3.54                |
| 114          | 2            | "Hitchcock & Scully"    | Cortney Carrillo     | Lang Fisher                  | 17 de janeiro de 2019   | 602              | 2.83                |
| 115          | 3            | "The Tattler"           | Jennifer Arnold      | David Phillips               | 24 de janeiro de 2019   | 603              | 2.75                |
| 116          | 4            | "Four Movements"        | Luke Del Tredici     | Phil Augusta Jackson         | 31 de janeiro de 2019   | 604              | 2.72                |
| 117          | 5            | "A Tale of Two Bandits" | Cortney Carrillo     | Luke Del Tredici             | 7 de fevereiro de 2019  | 605              | 3.04                |
| 118          | 6            | "The Crime Scene"       | Michael McDonald     | Justin Noble                 | 14 de fevereiro de 2019 | 606              | 2.56                |
| 119          | 7            | "The Honeypot"          | Phil Augusta Jackson | Carol Kolb                   | 21 de fevereiro de 2019 | 607              | 2.35                |
| 120          | 8            | "He Said, She Said"     | Stephanie Beatriz    | Lang Fisher                  | 28 de fevereiro de 2019 | 609              | 2.36                |
| 121          | 9            | "The Golden Child"      | Claire Scanlon       | Neil Campbell                | 7 de março de 2019      | 610              | 1.99                |
| 122          | 10           | "Gintars"               | Linda Mendoza        | Andy Gosche                  | 14 de março de 2019     | 611              | 2.05                |
| 123          | 11           | "The Therapist"         | Rebecca Addelman     | Jeff Topolski                | 21 de março de 2019     | 608              | 2.13                |
| 124          | 12           | "Casecation"            | Beth McCarthy-Miller | Luke Del Tredici             | 11 de abril de 2019     | 612              | 1.88                |
| 125          | 13           | "The Bimbo"             | Joe Lo Truglio       | Paul Welsh & Madeline Walter | 18 de abril de 2019     | 613              | 1.78                |
| 126          | 14           | "Ticking Clocks"        | Payman Benz          | Carol Kolb                   | 25 de abril de 2019     | 615              | 1.69                |
| 127          | 15           | "Return of the King"    | Melissa Fumero       | Phil Augusta Jackson         | 2 de maio de 2019       | 614              | 1.65                |
| 128          | 16           | "Cinco de Mayo"         | Rebecca Asher        | David Phillips               | 9 de maio de 2019       | 616              | 1.83                |
| 129          | 17           | "Sicko"                 | Matthew Nodella      | Justin Noble                 | 16 de maio de 2019      | 617              | 1.63                |
| 130          | 18           | "Suicide Squad"         | Dan Goor             | Dan Goor & Luke Del Tredici  | 16 de maio de 2019      | 618              | 1.55                |

### Temporada 7 (2020)
| N.º na série | N.º na temp. | Título                   | Dirigido por     | Escrito por                      | Exibição original       | Cód. de produção | Audiência (milhões) |
| ------------ | ------------ | ------------------------ | ---------------- | -------------------------------- | ----------------------- | ---------------- | ------------------- |
| 131          | 1            | "Manhunter"              | Cortney Carrillo | David Phillips                   | 6 de fevereiro de 2020  | 701              | 2.66                |
| 132          | 2            | "Captain Kim"            | Luke Del Tredici | Carol Kolb                       | 6 de fevereiro de 2020  | 702              | 1.99                |
| 133          | 3            | "Pimemento"              | Michael McDonald | Justin Noble                     | 13 de fevereiro de 2020 | 703              | 1.79                |
| 134          | 4            | "The Jimmy Jab Games II" | Neil Campbell    | Vanessa Ramos                    | 20 de fevereiro de 2020 | 704              | 1.85                |
| 135          | 5            | "Debbie"                 | Claire Scanlon   | Marcy Jarreau                    | 27 de fevereiro de 2020 | 705              | 1.74                |
| 136          | 6            | "Trying"                 | Kim Nguyen       | Evan Susser & Van Robichaux      | 5 de março de 2020      | 706              | 1.82                |
| 137          | 7            | "Ding Dong"              | Claire Scanlon   | Jess Dweck                       | 12 de março de 2020     | 707              | 2.13                |
| 138          | 8            | "The Takeback"           | Michael McDonald | Dewayne Perkins                  | 19 de março de 2020     | 708              | 2.32                |
| 139          | 9            | "Dillman"                | Kyra Sedgwick    | Paul Welsh & Madeline Walter     | 26 de março de 2020     | 709              | 2.14                |
| 140          | 10           | "Admiral Peralta"        | Linda Mendoza    | Neil Campbell                    | 2 de abril de 2020      | 710              | 2.06                |
| 141          | 11           | "Valloweaster"           | Matthew Nodella  | Luke Del Tredici & Jeff Topolski | 9 de abril de 2020      | 711              | 2.04                |
| 142          | 12           | "Ransom"                 | Rebecca Asher    | Nick Perdue & Beau Rawlins       | 16 de abril de 2020     | 712              | 2.05                |
| 143          | 13           | "Lights Out"             | Dan Goor         | Dan Goor & Luke Del Tredici      | 23 de abril de 2020     | 713              | 2.24                |

### Temporada 8 (2021)
| N.º na série | N.º na temp. | Título                  | Dirigido por         | Escrito por                          | Exibição original      | Cód. de produção | Audiência (milhões) |
| ------------ | ------------ | ----------------------- | -------------------- | ------------------------------------ | ---------------------- | ---------------- | ------------------- |
| 144          | 1            | "The Good Ones"         | Cortney Carrillo     | David Phillips & Dewayne Perkins     | 12 de agosto de 2021   | 802              | 1.84                |
| 145          | 2            | "The Lake House"        | Kevin Bray           | Neil Campbell & Marcy Jarreau        | 12 de agosto de 2021   | 801              | 1.34                |
| 146          | 3            | "Blue Flu"              | Claire Scanlon       | Carol Kolb & April Quioh             | 19 de agosto de 2021   | 803              | 2.01                |
| 147          | 4            | "Balancing"             | Daniella Eisman      | Evan Susser & Van Robichaux          | 19 de agosto de 2021   | 804              | 1.48                |
| 148          | 5            | "PB & J"                | Gail Mancuso         | Lamar Woods & Jeff Topolski          | 26 de agosto de 2021   | 808              | 1.90                |
| 149          | 6            | "The Set Up"            | Maggie Carey         | Jess Dweck & Nick Perdue             | 26 de agosto de 2021   | 805              | 1.45                |
| 150          | 7            | "Game of Boyles"        | Thembi Banks         | Paul Welsh & Madeline Walter         | 2 de setembro de 2021  | 806              | 1.84                |
| 151          | 8            | "Renewal"               | Beth McCarthy Miller | Stephanie A. Ritter & Beau Rawlins   | 2 de setembro de 2021  | 807              | 1.31                |
| 152          | 9            | "The Last Day (Part 1)" | Linda Mendoza        | Luke Del Tredici & Audrey E. Goodman | 16 de setembro de 2021 | 809              | 1.88                |
| 153          | 10           | "The Last Day (Part 2)" | Claire Scanlon       | Dan Goor                             | 16 de setembro de 2021 | 810              | 1.88                |

## Webisódios

### Detective Skills with Hitchcock and Scully
| N.º | Título                                | Lançamento             | Duração |
| --- | ------------------------------------- | ---------------------- | ------- |
| 1   | "Preparing for the Stakeout"          | 15 de agosto de 2015   | 1:51    |
| 2   | "How to Stay Awake During a Stakeout" | 6 de setembro de 2015  | 1:07    |
| 3   | "Processing the Perp"                 | 14 de setembro de 2015 | 2:05    |